# Tanjiang, Guangdong
Tanjiang (kinesiska: T’an-chiang-hsü) är en köping i sydöstra Kina. Den ligger i Fengshun härad i staden Meizhou i provinsen Guangdong, omkring 350 kilometer öster om provinshuvudstaden Guangzhou. Antalet invånare är 14 664. Befolkningen består av 7 507 kvinnor och 7 157 män. Barn under 15 år utgör 30 %, vuxna 15-64 år 58 %, och äldre över 65 år 11,0 %.